# Mylabris trivittis
Mylabris trivittis es una especie de coleóptero de la familia Meloidae.

## Distribución geográfica
Habita en el sur de Rusia.